# 小田原電気鉄道チキ2形電車
小田原電気鉄道チキ2形電車（おだわらでんきてつどうチキ2がたでんしゃ）は、小田原電気鉄道（小田急箱根の前身）が導入した電車である。
鉄道線の増備車両として、1927年にスイス製の電装品や台車などを使用し、木造車体を有する3両が製造され、その後1935年には同じ電装品を使用して車体を鋼製車体とした車両が2両増備された。1952年には形式称号が「チキ」「チキテ」から「モハ」「モハニ」へ変更が行われ、木造車体の車両については1955年から1957年にかけて鋼体化が行われた。第二次世界大戦前に鋼製車体で製造された車両は1991年までに廃車となったが、その後も残った車両はチキ1形を称号変更したモハ1形とともに「箱根登山鉄道の顔」とも評されている。なお、小田急箱根ではモハ1形・モハ2形を総称して100形と呼ぶことがある。
本項では、1935年に日本製の電装品や台車などを装備して3両が製造され、1997年までに全車両が廃車となったチキ3形についても記述する。

## 登場の経緯
小田原電気鉄道では、1919年に鉄道線を開業していたが、当時は第一次世界大戦の影響を受け、当初予定していたスイス製の車両部品の導入ができず、開業時にはアメリカ製の車両部品を使用したチキ1形を導入していた。
しかし、その後第一次世界大戦は終結し、1921年に開業した鋼索線では、一切の装置をすべてスイスから輸入していた。このような状況から、1927年に車両を増備するにあたってはスイス製の車両部品を使用した車両を導入することになり、登場したのが本形式である。

## 車両概説
本節では、登場当時の仕様を記述する。変更については沿革で後述する。
チキ2形・チキ3形とも、全長14.6 mの車両として製造された制御電動車である。形式の先頭に付せられる「チキ」は、「チ」が地方鉄道線用車両を示し、「キ」は客車の意味である。車両番号については、巻末の車両一覧を参照。

### 車体
チキ2形の製造当初の車体は日本車輌製造によって製造された木造車体である。車両の両側に運転台を装備しているが、チキ1形とは異なり運転室として区分され、出入口とは分離された。客用扉は運転室直後と車体中央の3箇所にあり、中央扉には路面からの乗降も可能なようにステップが設けられた。屋根は丸みを帯びた形態である。車内は両端の運転室を除いて、ロングシートの並等客室とクロスシート（ボックスシート）の特等客室に分かれていた。集電装置はトロリーポールを装備した。連結器は柴田式並形自動連結器を装備した。
チキ2形の増備車およびチキ3形の車体は、川崎車両で製造された。車体は鋼製だが窓枠や扉が木製の「半鋼製車体」で、車体外板はリベットによって接合されている。客用扉は2箇所にあり、両端の運転室と客用扉の間には2段窓が2つ、客用扉の間には2段窓が5つ並ぶ。車内はすべてロングシートである。集電装置は菱形パンタグラフに変更された。連結器は住友金属工業のKS22-C形密着連結器を装備した。

### 主要機器

#### チキ2形
チキ2形の電装品はスイス製のものを使用した。
主電動機はブラウン・ボベリ (BBC) 製の直流直巻電動機であるBBC-GDTM42型を採用し、1車両に4基ずつ搭載した。駆動装置は吊り掛け駆動方式で、歯数比は79:16=4.90である。主制御器はBBC製の直接制御器を使用した。制動装置（ブレーキ）は通常の空気ブレーキ・手ブレーキのほか、下り勾配で使用する発電ブレーキ、非常用のレール圧着ブレーキを装備した。発電ブレーキ用の大容量抵抗器は屋根上に装備した。
台車は、スイス車両エレベーター製造（SWM、日本では「シュリーレン」とも呼ばれる）製の板台枠台車で、軸間距離は1,800 mmである。主電動機は外側、つまり車軸から見て台車端寄りに装架された。空転に備え、砂撒きによって粘着係数を増加させるための砂箱を設けた。レール圧着ブレーキに使用するカーボランダム片は台車中央に設けられた。

#### チキ3形
チキ3形の電装品はほとんど日本製のものを使用した。
主電動機は芝浦製作所（後の東芝）製の直流直巻電動機であるSE-121-A型を採用し、1車両に4基ずつ搭載したほか、1925年に廃車となったチキ1形5号車に使用されていたゼネラル・エレクトリック (GE) 製の直流直巻電動機であるGE240-A-S型が混用された。駆動装置は吊り掛け駆動方式で、歯数比は79:16=4.94である。主制御器は芝浦製作所製の間接制御器を使用した。制動装置（ブレーキ）は通常の空気ブレーキ・手ブレーキのほか、下り勾配で使用する発電ブレーキ、非常用のレール圧着ブレーキを装備した。発電ブレーキ用の大容量抵抗器は屋根上に装備した。台車は、チキ2形に使用されたシュリーレン製の板台枠台車を参考にした川崎車輛製の板台枠台車である。

## 沿革

### 運行開始から終戦まで
1927年8月に3両が製造されたが、同時に2両分の電装品と台車が輸入されており、これらの部品は湯本電車庫に保管されていた。

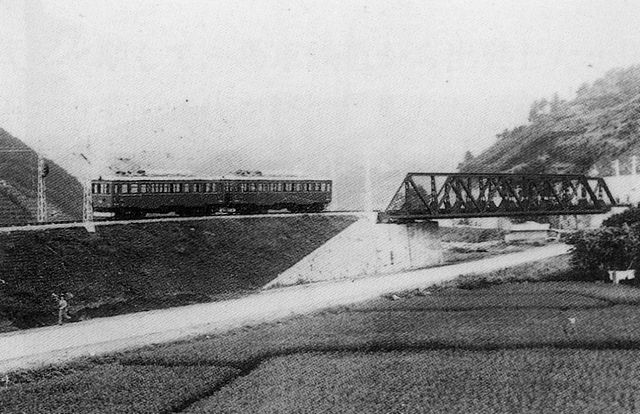
1935年の増備車を使用した連結運転の試運転

1935年9月にはチキ2形2両とチキ3形3両が増備された。この時に製造された車両はチキ2形とチキ3形とも、川崎車両で製造された全く同じ車体となっていた。1927年に製造された車両とは全く車体が異なるにもかかわらず2両がチキ2形の増備車とされたのは、湯本電車庫に保管されていたスイス製の電装品と台車を使用したためである。車両番号は当初よりチキ111号・チキ112号であった。チキ3形では電装品と台車はほぼ日本製となったため新しい形式となり、車両番号はチキ113号からチキ115号の連番である。
これらの車両増備は、当時計画されていた連結運転に対応したもので、少し遡る1934年10月にはチキ9号が芝浦製作所製の間接制御装置を装備し、試運転が行われていた。1935年9月にはチキ2形の全車両が芝浦製作所の間接制御に交換され、連結器も密着連結器に変更された。また、この頃に車体色が緑色1色に変更されている。
なお、チキ9号については手荷物室設置により1934年に形式称号が変更され、チキテ2形9号となっている。また、1940年5月15日には、チキ111号とチキ114号が運転中に火災が発生したため全焼したが、翌年2月には復旧されている。
第二次世界大戦の終了後しばらくは、チキ111号が進駐軍専用車となり、車体に白い帯を巻いた。

### 複電圧化・鋼体化
1950年から鉄道線に小田急電鉄（小田急）が乗り入れることが決定し、鉄道線の小田原駅から箱根湯本駅までの区間については架線電圧も600 Vから1,500 Vに昇圧されることになった。これに対応し、鉄道線の車両については600 Vと1,500 Vの両方に対応した「複電圧仕様」に改造されることになった。チキ2形・チキテ2形については、まず1950年7月にチキテ9号について複電圧化が行われ、その後1953年9月にはモハ2形の残りの車輌が複電圧化、さらに1954年1月にはモハ3形の全車両が複電圧化改造された。なお、形式称号で「チキ（テ）」と「モハ」が混在しているのは、1952年には形式称号の変更が行われ、チキ2形はモハ2形に、チキテ2形はモハニ2形に、チキ3形はモハ3形に変更されたためである。形式称号の変更と同時に、チキ8号・チキテ9号・チキ10号については車両番号がモハ108号・モハニ109号・モハ110号に改番されている。車体色についても、窓回りを黄色とし、それ以外の部分を水色とする塗装デザインとした。また、スイス製の主電動機については、モハ1形（チキ1形を称号変更）との連結運用を行う関係で、チキ1形と同出力へ更新が行われている。

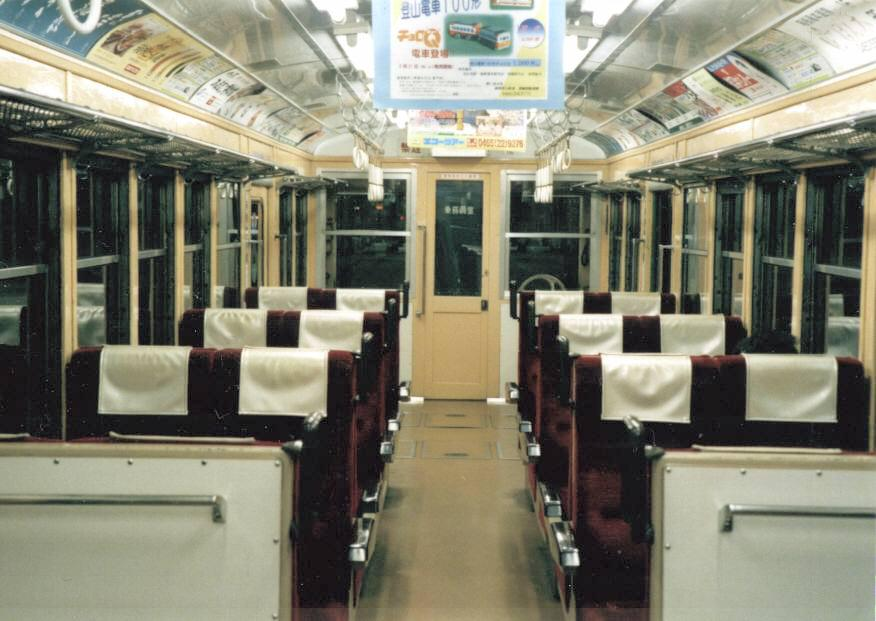
腰掛が変更されたモハ110号車内

1955年からは、木造車体で製造された車両については、1935年に増備した車両と同一仕様の鋼製車体に更新することになり、1955年6月にモハニ109号が車体更新の上モハ109号に変更され、1956年6月にはモハ108号が、1957年12月にはモハ110号が鋼製車体となった。この3両については、車体更新時に出入口扉の間はクロスシートとされたため、それまでの車両と異なり扉の間には6つの窓が並ぶ仕様となった。また、新造当初から鋼製車体だったチキ2形・チキ3形では車体外板がリベットによる固定だったのに対し、この時に製造された車体は全溶接構造であった。車体の製造を担当したのは、モハ108号とモハ109号が東急車輛製造、モハ110号は東洋工機である。

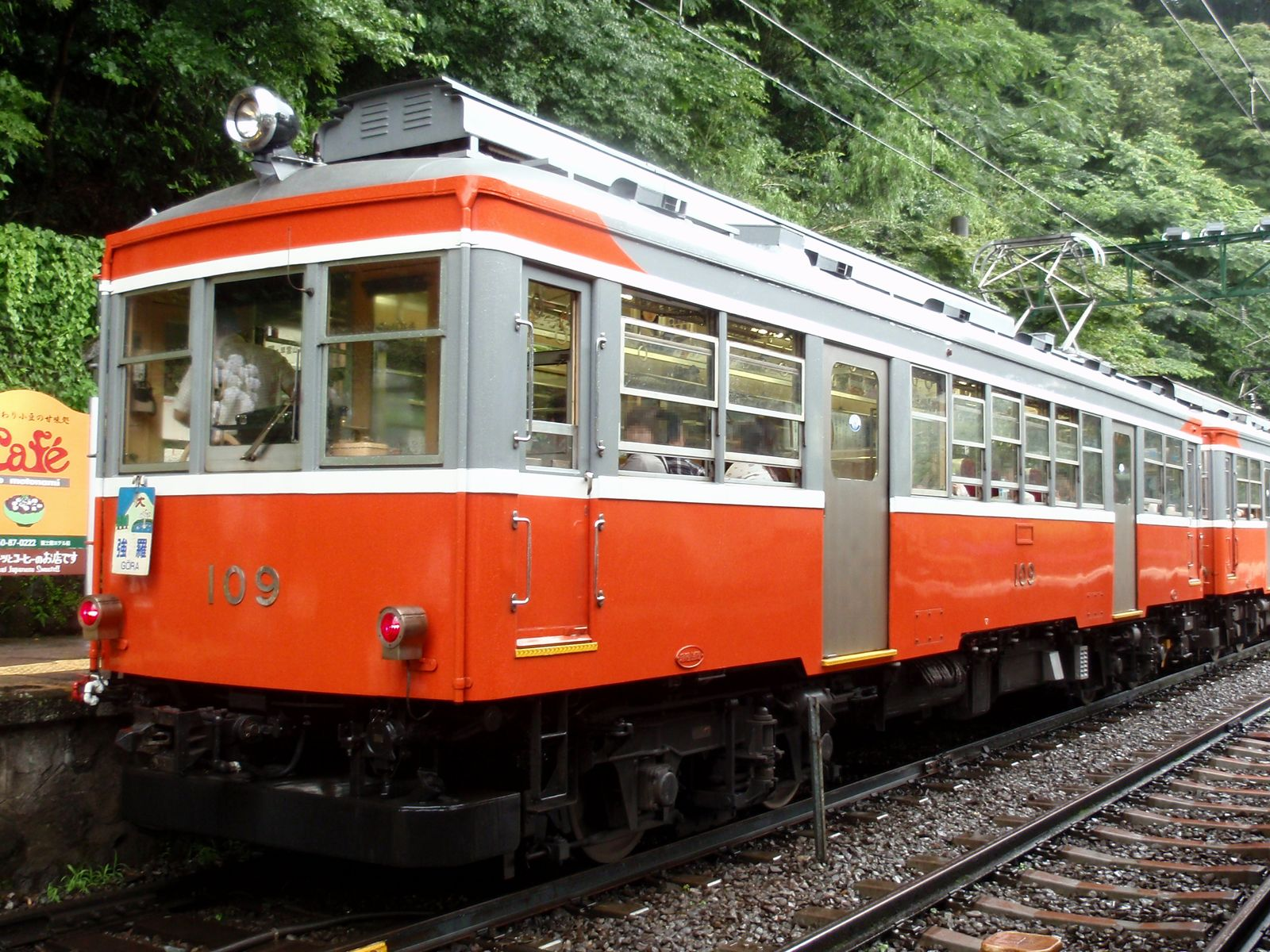
更新後のモハ109号

その後、1957年に小田急で特急車両の3000形SE車が登場すると、車体色も窓周りをグレーとし、窓の上下の帯（ウインドシル・ヘッダー）を白色、それ以外の部分についてはオレンジバーミリオンと、SE車と同様の塗装デザインに変更された。当初は屋根の前縁やヘッドライトもオレンジで、正面下部は曲線的に塗り分けられていたが、しばらくすると屋根周りとヘッドライトについてはオレンジに塗られなくなり、正面デザインも直線的なデザインとなった。なお、これ以降、箱根登山鉄道の鉄道線ではサン・モリッツ号（2000形）の登場時まで、歴代の小田急ロマンスカーと同じ車体塗装が用いられた。
1975年にはモハ114号の台車が東急車輛製造のTA-110A形に交換され、それまで装備していた川崎車両製の板台枠台車はモニ1形に流用された。1980年には電動発電機の設置が行われ、1983年にはパンタグラフが下枠交差形へ変更された。

### 駆動方式変更
1985年からはモハ2形に対して、台車の交換と同時に駆動方式の変更が行われた。これは、台車を東急車輛製造のTS-330A形に変更した上で、主電動機も東洋電機製造のTDK-8180A形に変更、駆動方式も中空軸平行カルダン駆動方式に変更するというもので、改造された車両では、台車に装備されたブレーキシリンダ等の部品が干渉するのを避けるため、側面の客室扉ステップ部分裾板が切り詰められていることが外観上での識別点である。まず同年にモハ110号が、1986年にはモハ109号が、1987年にはモハ108号とモハ111号について改造が行われた。モハ112号は1990年ごろに同様の改造が行われたが、1991年にはモハ111号とモハ112号は廃車となり、台車は2000形「サン・モリッツ号」の第2編成に流用された。

### 特別塗装
| 1998年に緑色1色の塗装に変更されたモハ108号 |  | 2004年に旧塗装に変更されたモハ108号 |  | 2008年にSE車と同様のデザインに変更されたモハ108号 |
| 1998年に緑色1色の塗装に変更されたモハ108号 |  | 2004年に旧塗装に変更されたモハ108号 |  | 2008年にSE車と同様のデザインに変更されたモハ108号 |

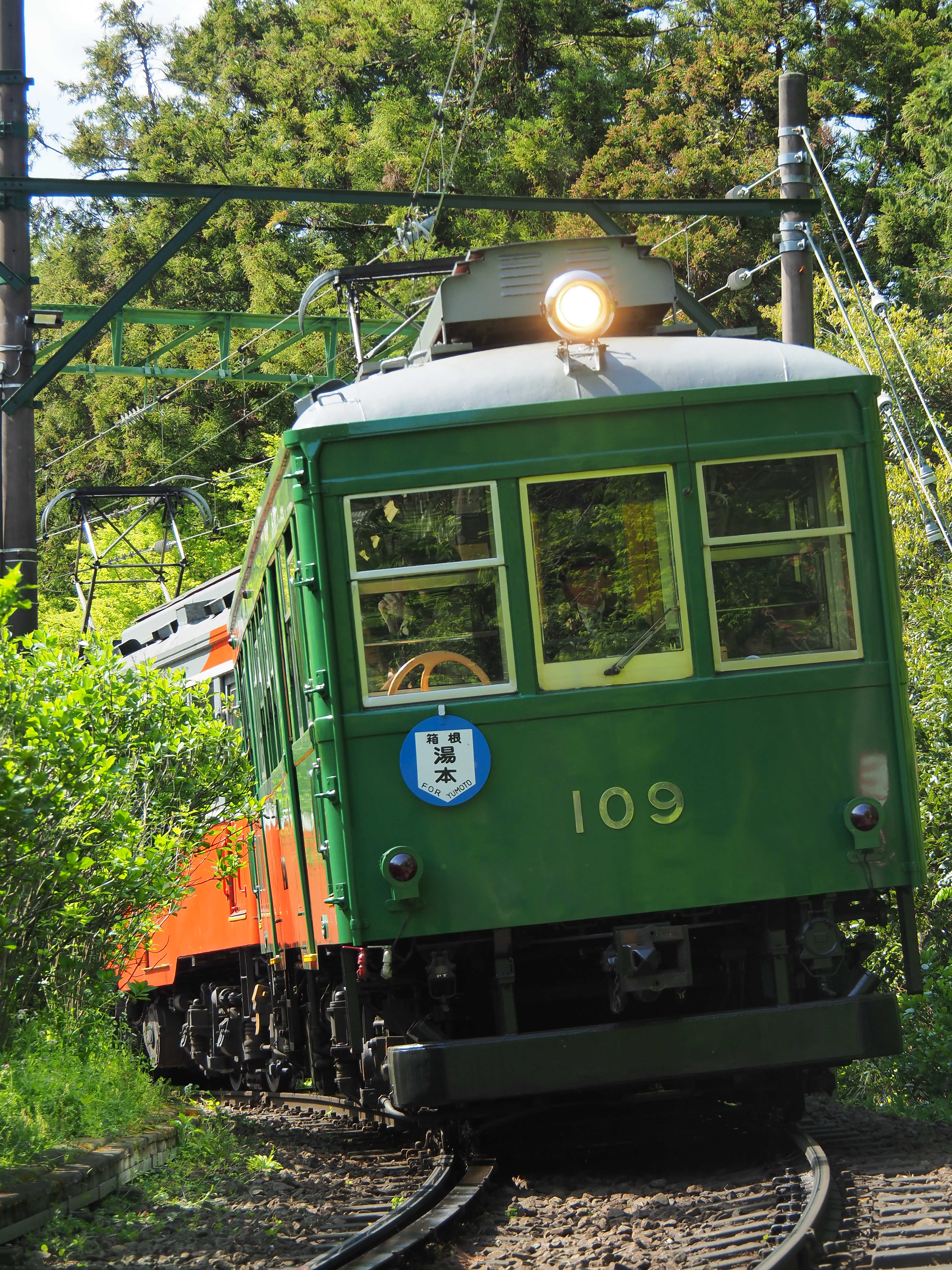
2019年に再び緑色塗装になったモハ109号

1990年4月から同年9月にかけて、箱根登山鉄道では「花のフェスティバル90」というキャンペーンを展開したが、これに合わせてモハ110号が上半分を「サン・モリッツ号」と同じ赤色とし、下半分には箱根の観光名所や花を描いた塗装に変更され、同時に同じデザインに変更されたモハ1形101号と2両編成を組んで限定運用に入った。なお、モハ110号では、車内のクロスシートが「サン・モリッツ号」と同型の腰掛に変更されている。
また、1993年7月から鉄道線で3両編成での運転が開始されたことを記念して、車体色も窓周りをマルーンとし、窓の上下の帯（ウインドシル・ヘッダー）を銀色、それ以外の部分については赤みの強いオレンジ色とした塗装デザインがモハ110号に対して施され、1995年までそのままの塗装で運用された。その後は、モハ1形の2両編成の増結車として運用されることが多いが、モハ2形だけで2両編成で運用されることもあり、柔軟な運用が行われている。
1997年にはモハ114号が廃車となったが、モハ114号は廃車前に窓回りを黄色とし、それ以外の部分を水色とする塗装デザインに変更された。

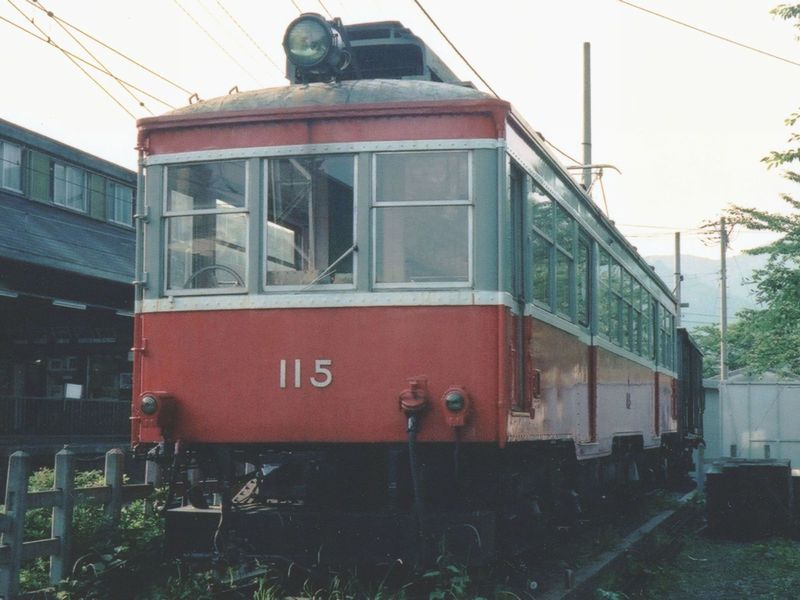
強羅駅構内に保存されていたモハ115号

1998年4月からは、箱根登山鉄道としての創立70周年を記念して、モハ108号とモハ109号が緑色1色の塗装に変更された。モハ109号は2000年4月まで、モハ108号は2001年4月までその塗装のままであった。
2000年代に入ってから、全車両とも客用扉が無塗装ステンレス製に変更された。2004年9月からはモハ108号が窓回りを黄色とし、それ以外の部分を水色とする塗装デザインに変更された。さらに2008年9月からは、正面がSE車と同様のデザインとなった1957年以降の塗装デザインに変更された。
2016年にはモハ110号が翌2017年2月をもって営業運行を終了するのを記念して、営業運行終了前に窓回りを黄色とし、それ以外の部分を水色とする塗装デザインに変更された。
2019年4月には、箱根登山鉄道の箱根湯本 - 強羅間開業100周年を記念し、再び109号が緑色に変更された。

### 廃車
1984年には新型車両1000形「ベルニナ号」の増備車「ベルニナII」が運用開始されたことに伴い、モハ113号・モハ115号が運用から外れ、1985年3月18日付で廃車となった。モハ3形は形式の順序からすれば最も新しい車両であったが、車体は最も古かったために早い段階での廃車になった物である。廃車前には2両とも記念の装飾が施された。モハ113号は廃車後に箱根町の神明町公園に、モハ115号は強羅駅の裏手にユ1形「魚菜電車」とともに静態保存されたが、屋外での保存だったため状態は芳しくなく、いずれも撤去され現存しない。
1991年にはモハ2形のうち、モハ111号とモハ112号が前述の通り廃車となり、1997年7月29日にはモハ114号が引退・廃車となり、これによってモハ3形は全廃となった。
2017年2月12日をもって、モハ2形110号が営業運転を終了した。モハ110号は今後埼玉県にて保存される予定であるが、それに先立って千葉県御宿町の養鶏業者「村石養鶏場」が同いすみ市にて運営する観光農場「いすみポッポの丘」に搬入され、同年5月14日から9月末までの期間限定で公開された。
2021年3月21日を以て、モハ2形109号が営業運転を終了した。

## 車両一覧
凡例Mc …制御電動車、CONT…制御装置、MG…補助電源装置、CP…電動空気圧縮機、BT…蓄電池、PT…集電装置
モハ2形の表中の（）内の数値は鋼体化後か、登場当時から鋼製車体の車両。
|          | ← 出山・上大平台/小田原・大平台・強羅 → |
| 形式     | チキ2（モハ2）                          |
| 区分     | Mc                                      |
| 車両番号 | 8 (108) 9 (109) 10 (110) (111) (112)    |
| 搭載機器 | CONT, MG, CP, BT, PT                    |
| 自重     | 31.6 t (33.3 t)                         |
| 定員     | 102 (100)                               |

|          | ← 出山・上大平台/小田原・大平台・強羅 → |
| 形式     | チキ3（モハ3）                          |
| 区分     | Mc                                      |
| 車両番号 | 113 114 115                             |
| 搭載機器 | CONT, MG, CP, BT, PT                    |
| 自重     | 31.6 t                                  |
| 定員     | 100                                     |